# Episodi di Supernoobs (prima stagione)
La prima stagione di Supernoobs è stata trasmessa dal 7 dicembre 2015 al 1º novembre 2017, sul canale Teletoon e Cartoon Network, in Italia invece dall'11 gennaio 2016 su Boing e Cartoon Network.
I titoli originali vengono usati anche per l'edizione italiana.
| nº | Titolo inglese                             | Prima Tv USA            | Prima Tv Italia |
| -- | ------------------------------------------ | ----------------------- | --------------- |
| 1  | A Noob Hope                                | 7 dicembre 2015         | gennaio 2016    |
| 2  | The Noobs Strike Back                      | 7 dicembre 2015         | gennaio 2016    |
| 3  | Super Noob Suits                           | 8 dicembre 2015         | gennaio 2016    |
| 4  | Noobies vs. Smoothies                      | 8 dicembre 2015         | gennaio 2016    |
| 5  | Go Noob Outside                            | 9 dicembre 2015         | gennaio 2016    |
| 6  | Curb Your Noob                             | 9 dicembre 2015         | gennaio 2016    |
| 7  | Noob Kids on the Block                     | 10 dicembre 2015        | gennaio 2016    |
| 8  | Fourth Down and Noob to Go                 | 10 dicembre 2015        | gennaio 2016    |
| 9  | Who, What, Where and Noob                  | 11 dicembre 2015        | gennaio 2016    |
| 10 | Shake Your Noobie                          | 11 dicembre 2015        | gennaio 2016    |
| 11 | Where No Noob Has Gone Before              | 14 dicembre 2015        | gennaio 2016    |
| 12 | How to Care for Your Noob                  | 15 dicembre 2015        | gennaio 2016    |
| 13 | The Noobs Meet Count Venamus               | 16 dicembre 2015        | gennaio 2016    |
| 14 | Dude, Where's My Noob?                     | 17 dicembre 2015        | gennaio 2016    |
| 15 | Tirannosaurus Noob                         | 18 dicembre 2015        | gennaio 2016    |
| 16 | When Good Noobs Go Bad                     | 21 dicembre 2015        | gennaio 2016    |
| 17 | Superdoods!                                | 22 dicembre 2015        | gennaio 2016    |
| 18 | License to Noob                            | 23 dicembre 2015        | gennaio 2016    |
| 19 | Noobot vs. Venabot                         | 28 dicembre 2015        | gennaio 2016    |
| 20 | Zooper Noobs!                              | 29 dicembre 2015        | gennaio 2016    |
| 21 | Noob Kid in Town                           | 30 dicembre 2015        | gennaio 2016    |
| 22 | Parent Teacher Noobs                       | 4 gennaio 2016          | gennaio 2016    |
| 23 | Noob It or Lose It                         | 5 gennaio 2016          | gennaio 2016    |
| 24 | Noobsitters                                | 6 gennaio 2016          | gennaio 2016    |
| 25 | How to Use Your Noob                       | 7 gennaio 2016          | gennaio 2016    |
| 26 | A Noob Divided Cannot Noob!                | 8 gennaio 2016          | gennaio 2016    |
| 27 | Super Natural Noobs                        | 11 gennaio 2016         | gennaio 2016    |
| 28 | The Supernoobs Super Cup                   | 12 gennaio 2016         | gennaio 2016    |
| 29 | How to Noob the Science Fair               | 13 gennaio 2016         | gennaio 2016    |
| 30 | Noob Tube                                  | 14 gennaio 2016         | gennaio 2016    |
| 31 | The Noobie Bluebie Booby                   | 15 gennaio 2016         | gennaio 2016    |
| 32 | Noobs vs. the Earth-sterminator!           | 4 agosto 2016           | gennaio 2016    |
| 33 | Noob Coloured Glasses                      | 4 agosto 2016           | gennaio 2016    |
| 34 | Let It Noob, Let It Noob, Let It Noob!     | 4 agosto 2016           | gennaio 2016    |
| 35 | To Catch a Noob                            | 4 agosto 2016           | gennaio 2016    |
| 36 | The Noobiest Place on Earth!               | 11 agosto 2016          | gennaio 2016    |
| 37 | Count Noob-a-Nus                           | 11 agosto 2016          | gennaio 2016    |
| 38 | I Know You Noob                            | 11 agosto 2016          | gennaio 2016    |
| 39 | The Supernoobs Meet Incredibly Amazing Man | 11 agosto 2016          | gennaio 2016    |
| 40 | Happy Noob-o-ween                          | 29 ottobre 2016         | gennaio 2016    |
| 41 | The Noob Cave!                             | 5 dicembre 2016         | gennaio 2016    |
| 42 | To Noob or Not to Noob                     | 5 dicembre 2016         | gennaio 2016    |
| 43 | Noobie Mama                                | 6 dicembre 2016         | gennaio 2016    |
| 44 | Noobs of the Round Table                   | 7 dicembre 2016         | gennaio 2016    |
| 45 | Super Noob Super Cup Redux                 | 8 dicembre 2016         | gennaio 2016    |
| 46 | The Noobs vs. Sour Persimmons              | 9 dicembre 2016         | gennaio 2016    |
| 47 | Noob Go Viral                              | 1º novembre 2017 (Hulu) | gennaio 2016    |
| 48 | Noobs vs. Venamus 12!                      | 1º novembre 2017 (Hulu) | gennaio 2016    |
| 49 | Eyewitness Noobs                           | 1º novembre 2017 (Hulu) | gennaio 2016    |
| 50 | A Noob World Order                         | 1º novembre 2017 (Hulu) | gennaio 2016    |
| 51 | Nooby Friday                               | 1º novembre 2017 (Hulu) | gennaio 2016    |
| 52 | The Noobs-i-nators 2: Save the Earth!      | 1º novembre 2017 (Hulu) | gennaio 2016    |